# Terremoto de Afganistán de febrero de 1998
El terremoto de Afganistán de febrero de 1998 ocurrió el 4 de febrero de 1998 a las 19:03 hora local cerca de la frontera entre Afganistán y Tayikistán. El terremoto de deslizamiento tuvo una magnitud de momento de 5,9 y una intensidad máxima de Mercalli de VII. Con varios miles de muertos y cientos de heridos, el Centro Nacional de Datos Geofísicos consideró que los efectos del evento fueron extremos. Se sintió en Tashkent y Dushanbe,y las réplicas continuaron durante los siete días siguientes.

## Causa
Afganistán está situado en un límite de placa importante. La ubicación del país está en el límite donde se encuentran dos placas tectónicas, la Placa Iraní y la Placa Euroasiática. Al sur de Afganistán, la Placa India se mueve hacia el norte y al norte la Placa Euroasiática se mueve hacia el sureste. La colisión resultante del movimiento de las placas se produce desde hace 50 millones de años. Debido a esto, Afganistán es vulnerable a los terremotos. Tanto la Placa Iraní como la Placa Euroasiática están formadas por corteza continental, que no puede hundirse ni destruirse. Como resultado, las rocas entre las dos placas son empujadas hacia arriba para formar montañas. El constante movimiento de la Placa Iraní resulta en un aumento de presión. El terremoto del 4 de febrero de 1998 fue provocado por este aumento de presión.

## Víctimas y daños
El Servicio Geológico de Estados Unidos informó un número de muertos de al menos 2.323.Un portavoz del Frente Islámico Unido por la Salvación de Afganistán, que controlaba cierta zona, dijo a la Prensa Islámica Afgana que habían retirado más de 3.500 cadáveres.Según las estimaciones del gobierno talibán de Kabul, que entonces gobernaba el Emirato Islámico de Afganistán, en el terremoto murieron 3.230 personas.Médicos Sin Fronteras estimó posteriormente el número de muertos en 4.000.La embajada afgana antitalibán en Dushanbe afirmó que aproximadamente 15.000 personas se quedaron sin hogary decenas de aldeas fueron destruidas.Casi 15.000 casas quedaron destruidas principalmente debido a los deslizamientos de tierra. Aproximadamente 818 personas resultaron heridas y 6.725 cabezas de ganado murieron.

## Esfuerzos de ayuda
Como la provincia de Takhar era una zona remotay el transporte por carretera y las telecomunicaciones eran deficientes, la noticia tardó tres días en llegar a Kabul. El 7 de febrero comenzaron a llegar informes a la capital, pero las labores de socorro se vieron obstaculizadas y retrasadas debido al mal tiempo, como niebla, nubes bajas y nevadas, caminos de montaña bloqueados y la guerra civil. Los informes indicaron que los supervivientes vivían sin refugio a temperaturas bajo cero y muchos morían de hambre. Varios aldeanos bajaban por los senderos de la montaña junto con sus rebaños de cabras.
El Movimiento Internacional de la Cruz Roja y de la Media Luna Roja envió un equipo desde Dushanbe a la región afectada para realizar tareas de socorro.El primer equipo de socorro internacional llegó a la zona afectada el 7 de febreroy el primer equipo de las Naciones Unidas llegó allí el 10 de febrero.Un convoy del Comité Internacional de la Cruz Roja llegó al lugar el 14 de febrero con 4.800 mantas, 800 edredones, 10 rollos de láminas de plástico y aproximadamente 200 tiendas de campaña.Doce días después del terremoto, el 16 de febrero, los helicópteros pudieron arrojar suministros a tres pueblos aislados. La Unión Europea ofreció 1,3 millones de libras esterlinas en ayuda humanitaria, incluidas mantas, equipos médicos, agua y tiendas de campaña.El Emirato Islámico de Afganistán, gobernado por los talibanes, ofreció 100 toneladas de arroz y trigo, y aproximadamente 40.000 libras esterlinas, a la región afectada.